# Fonologia de l'esperanto
Aquest és un articles sobre la fonologia de l'esperanto. Quan el Dr.Zamenhof, el creador de l'esperanto, va descriure la pronúncia de la llengua, utilitzà la frase "una lletra, un so". Zamenhof suggerí la pronúncia italiana com la correcta.
A continuació es mostra la correspondència entre les lletres de l'alfabet de l'esperanto i l'Alfabet fonètic internacional.
| consonants | consonants |        | vocals | vocals |  |
| lletra     | AFI        | lletra | AFI    |        |  |
| ---------- | ---------- | ------ | ------ | ------ |  |
| b          | [b]        | a      | [a]    |        |  |
| c          | [ts]       | e      | [e]    |        |  |
| ĉ          | [tʃ]       | i      | [i]    |        |  |
| d          | [d]        | o      | [o]    |        |  |
| f          | [f]        | u      | [u]    |        |  |
| g          | [g]        |        |        |        |  |
| ĝ          | [dʒ]       |        |        |        |  |
| h          | [h]        |        |        |        |  |
| ĥ          | [x]        |        |        |        |  |
| j          | [j]        |        |        |        |  |
| ĵ          | [ʒ]        |        |        |        |  |
| k          | [k]        |        |        |        |  |
| l          | [l]        |        |        |        |  |
| m          | [m]        |        |        |        |  |
| n          | [n]        |        |        |        |  |
| p          | [p]        |        |        |        |  |
| r          | [ɾ]        |        |        |        |  |
| s          | [s]        |        |        |        |  |
| ŝ          | [ʃ]        |        |        |        |  |
| t          | [t]        |        |        |        |  |
| ŭ          | [w]        |        |        |        |  |
| v          | [v]        |        |        |        |  |
| z          | [z]        |        |        |        |  |

Aquest llistat és bastant semblant al conjunt de fonemes de l'idioma polonès, però s'assembla molt més al de l'idioma belarús.
Les principals innovacions respecte del belarús són:
L'eliminació de la palatalització en esperanto, encara que sí estava present en el proto-esperanto (nacjes, ara nacioj "nacions"; familje, ara familio "família") i, de manera discutible, encara sobreviu en alguns sufixos com-njo i -ĉjo, i en la interjecció tju!;
L'absència de l'africada /dz/, encara que roman en algunes paraules, com ara edzo "marit/espòs".
En belarús, les lletres ł, l representen /l, lʲ/ (fonèticament [lˠ, lʲ]), i i, y representen /ji, i/ (fonèticament [ji, ɨ]), per això també es compten entre els casos de palatalització eliminats. També es pot discutir si les sèries kv, gv són fonemes, que representen els fonemes /kʷ, gʷ/ de les seves fonts germàniques i llatines.

## Accentuació i prosòdia
En cada paraula, l'accent recau sempre en la penúltima síl·laba, on cada vocal està en una síl·laba: familio [fa.mi.'li.o] "família". Quan les vocals -a o -o s'ometen (generalment per raons poètiques), no afecta la situació de la síl·laba accentuada: famili' [fa.mi.ˈli]. En aquest cas s'utilitza un apòstrof per marcar l'elisió; aquest ús es reserva per a la poesia.
En els casos on cal explicitar un accent, com per exemple amb noms propis, Zamenhof usava un accent ortogràfic. El millor exemple és el del mateix Zamenhof: Zámenhof.
No hi ha norma sobre quina paraula monosil·làbica ha de rebre l'accent en una oració formada per més d'una d'aquestes.